# Sansevieria pinguicula

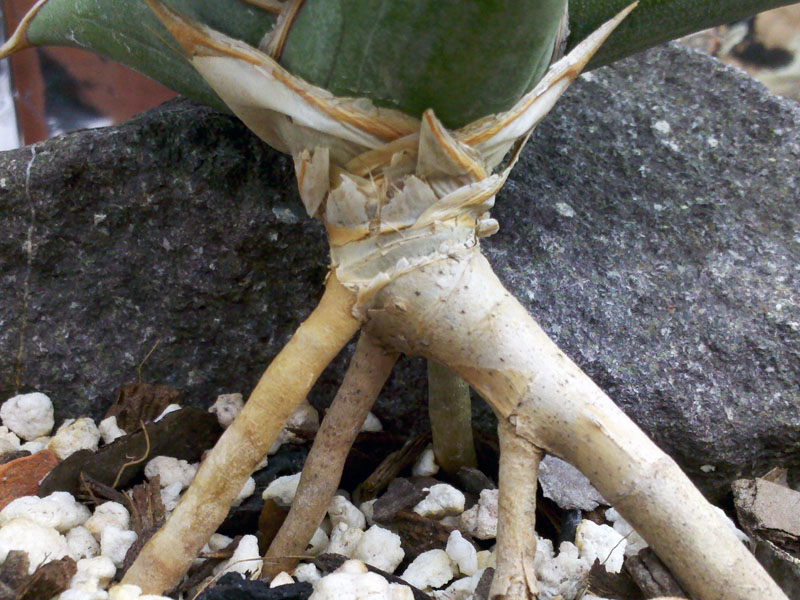
Die typisch oberirdische Ausläufer von Sansevieria pinguicula

Sansevieria pinguicula ist eine Pflanzenart aus der Gattung Sansevieria in der Familie der Spargelgewächse (Asparagaceae). Das Artepitheton pinguicula bedeutet ‚(lat. pinguis) fett, dick (lat. culus) gehörend‘, was sich offensichtlich auf die Blätter der Art bezieht.

## Beschreibung
Sansevieria pinguicula wächst stammbildend als ausdauernde, sukkulente Pflanze mit teilweise oberirdisch verlaufenden Ausläufern, die oft auch als Stelzwurzeln bezeichnet und bis zu 8 Zentimeter lang werden. Die 5 bis 7 dickfleischigen und  rossettig angeordneten und blau-grünen Laubblätter sind zylindrisch geformt mit einer tiefen Rinne auf der Oberseite und 2 bis 7 schmalen Rinnen auf der Unterseite. Sie sind mit einer dicken Wachsschicht bedeckt. Die einfache Blattspreite ist 12 bis 30 Zentimeter lang und 2,8 bis 3,5 Zentimeter breit. Sie ist zur dornigen Spreitenspitze hin allmählich verschmälert. Sie ist grün mit einem braunen Rand. Die Blattoberfläche ist leicht rau.
Die rispigen Blütenstände sind 15 bis 32 Zentimeter hoch. Die Rispen sind mit vier bis sechs Blüten pro Büschel besetzt. Der Blütenstiel ist 1,5 bis 2 Millimeter lang. Die Blütenröhre ist 4 bis 5 Millimeter lang. Die Blütenhüllblätter sind klein und braun. Die Blüten selbst erzeugen relativ wenig kugelförmige Beeren mit noch weniger Samen.

## Verbreitung
Sansevieria pinguicula ist in den heißesten Regionen Kenias auf sandigen Ebenen mit offenem Buschland verbreitet.

## Taxonomie
Die Erstbeschreibung von Sansevieria pinguicula erfolgte 1964 durch Peter René Oscar Bally.

## Nachweise